# 大阿恩峰

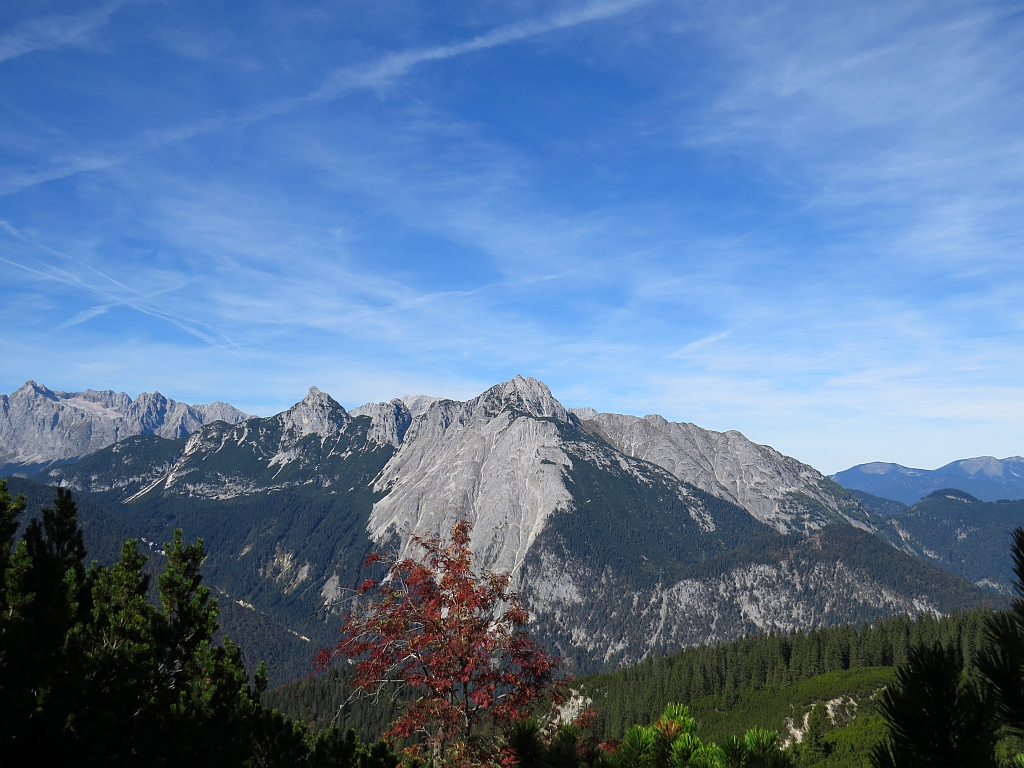

47°23′49.67″N 11°13′21.15″E / 47.3971306°N 11.2225417°E
大阿恩峰（德語：Große Arnspitze），是中歐的山峰，位於德國和奧地利接壤的邊境，屬於韋特施泰因山脈的一部分，海拔高度2,196米，每年平均降雨量1,666毫米。